# Metropolis 2000: Scenes from New York
Metropolis 2000: Scenes from New York — музичний альбом гурту Dream Theater, випущений на VHS/DVD. Виданий у квітні 2001 року лейблом Elektra Records. Пізніше, у вересні 2001 року гурт випустив аудіо-компакт аналогічного змісту під назвою Live Scenes from New York.
Загальна тривалість композицій становить 190:0. Альбом відносять до напрямку прогресивний метал. 

## Список пісень
1. Act 1, Scene 1: «Regression» — 2:46
2. Act 1, Scene 2: Part I. «Overture 1928» — 3:32
3. Act 1, Scene 2: Part II. «Strange Deja Vu» — 5:02
4. Act 1, Scene 3: Part I. «Through My Words» — 1:42
5. Act 1, Scene 3: Part II. «Fatal Tragedy» — 6:21
6. Act 1, Scene 4: «Beyond This Life» — 11:26
7. «John & Theresa Solo Spot» — 3:17
8. Act 1, Scene 5: «Through Her Eyes» — 6:17
9. Act 2, Scene 6: «Home» — 13:21
10. Act 2, Scene 7: Part I. «The Dance of Eternity» — 6:24
11. Act 2, Scene 7: Part II: «One Last Time» — 4:11
12. Act 2, Scene 8: «The Spirit Carries On» — 7:40
13. Act 2, Scene 9: «Finally Free» — 10:59